# ウミスズメ (魚類)
ウミスズメ（学名：Lactoria diaphana）は、ハコフグ科に分類される海水魚の一種。大西洋南東部とインド太平洋に分布する。

## 分類と名称
1801年にマルクス・エリエゼル・ブロッホとヨハン・ゴットロープ・テアエヌス・シュナイダーによって Ostracion diaphanum として記載され、タイプ産地は不明だが、おそらく東インド諸島である。
属名は「乳牛」を意味し、目の上の棘が牛の角に似ていることに由来する。同様の理由から、本種やその近縁種の英名も「Cowfish (牛の魚)」となっている。種小名は「透明な」を意味し、ホロタイプは透明な仔魚であったと推測される。

## 分布と生態
インド太平洋に広く分布し、アフリカ大陸東海岸ではモザンビークと南アフリカ沖まで見られ、インド洋と太平洋を経て、東はカリフォルニア州のサンタバーバラからチリにかけで、北は日本、南はタスマニアまで広がる。コンゴウフグ属の中では唯一大西洋にも分布する種であり、喜望峰周辺やアフリカ大陸南西海岸に沿って、北はナミビアのスワコプムントまで見られる。日本では房総半島以南の太平洋岸、南西諸島で見られる。水深50mまでの沿岸およびサンゴ礁に生息する。幼魚は半透明で、外洋の表層付近に生息する。群れを作らず単独で生活し、底生の無脊椎動物を捕食する。

## 形態
体は分厚い長方形で、その大部分は互いに接合した厚い六角形の骨板に包まれている。体には水平の隆起が5つあり、背部にあまり発達していない隆起が1つ、脇腹の上下に1対ずつある。眼の前方に前向きの棘、臀鰭の起部の前には後ろ向きの棘があり、それぞれ眼前棘、腰骨棘と呼ばれる。これらの棘はコンゴウフグほどではないが、いずれも長くて大きい。また、コンゴウフグとは異なり、背側の中央にも後ろ向きに伸びる棘がある。吻は尖っており、先端に小さな口がある。唇は厚く、上下の顎に15本以下の中くらいの大きさの円錐形の歯が並ぶ。胸鰭基部の前部には、短い斜めの鰓裂がある。背鰭と臀鰭は後方にあり、尾柄は薄く柔軟である。尾鰭は扇形である。背鰭と臀鰭は9軟条から成る。吻部背側の輪郭は急勾配で凹んでいるが、腹側の輪郭は丸みを帯る。腹面の体色は淡い緑がかった灰色で、背面と体側面は茶色から黄褐色であり、蜂の巣状の網目模様と茶色の斑点が入る。幼魚の腹面は半透明になっており、光を透かすと腹底の水が輝いて美しく見えるため、ミズカゴという別名もある。全長は最大34cm。

## 毒性
ストレスを受けると皮膚からパフトキシンと呼ばれる毒素を放出する。これにより捕食者を無力化したり、殺すことができる。しかし周囲の魚だけでなく自分まで死んでしまうことがある。日本ではパリトキシンによる食中毒で死亡した事例もある。

## 人との関わり
地域によっては食用になる。観賞魚として飼育されることもある。